# 国際連合安全保障理事会決議216
国際連合安全保障理事会決議216（こくさいれんごうあんぜんほしょうりじかいけつぎ216、英: United Nations Security Council Resolution 216）は、1965年11月12日に国際連合安全保障理事会で採択された決議である。南ローデシアに関係する。
決議216は、南ローデシアの一方的な独立宣言の翌日に、賛成10、反対0、棄権1（フランス）で採択された。
安保理は、以下のように決議した。
1. 南ローデシアの人種差別主義的な少数派による一方的な独立宣言を非難する。
2. すべての加盟国に対して南ローデシアの人種差別主義的な少数派の政権を拒否し、これを支援するような行動を一切控えるように求める。

11月20日には決議217が採択され、安保理は一方的に独立宣言した政権への非難を詳しく述べ、危機に対処するためにとるべき措置を提案した。